# Famotidin
Famotidín je učinkovina iz skupine zaviralcev histaminskih receptorjev H2, ki zavira izločanje želodčne kisline in se uporablja za zdravljenje peptična peptične razjede in gastroezofagealne refluksne bolezni. Na trdu je prisoten med drugim pod tržnim imenom Pepcid, v Sloveniji je registriran pod imenom Ulfamid.
Za razliko od cimetidina, najstarejšega predstavnika zaviralcev histaminskih receptorjev H2, famotidin ne izkazuje učinka na encimski sistem citokroma P450 in ne součinkuje z drugimi zdravili.
Famotidin so odkrili leta 1979.

## Uporaba
Famotidin se uporablja za:
- lajšanje zgage;
- zdravljenje želodčnih in dvanajstnikovih razjed;
- zdravljenje patoloških stanj prekomernega izločanja želodčne kisline, kot sta Zollinger–Ellisonov sindrom in multipli endokrini adenom;
- zdravljenje gastroezofagealne refluksne bolezni;
- zdravljenje ezofagitisa;
- v kombinaciji z drugimi zdravili za eradikacijo okužbe želodčne sluznice z bakterijo Helicobacter pylori, vendar omeprazol izkazuje boljšo učinkovitost;[7][8][9][10][11][12]
- preprečevanje nastanka peptičnih razjed zaradi uporabe nesteroidnih protivnetnih zdravil;[13][14]
- pred operacijami za zmanjšanje tveganja za aspiracijsko pljučnico;[15][16][17]

Uporablja se tudi v veterinarski medicini, pri psih in mačkih z refluksno boleznijo.
V kombinaciji z učinkovino iz skupine zaviralcev histaminskih receptorjev H1  se uporablja za zdravljenje in preprečevanje koprivnice, ki jo povzroča akutna alergijska reakcija.

## Neželeni učinki
Famotidin med drugim povzroča glavobol, omotico, zaprtje in drisko.

## Mehanizem delovanja
Famotidin se specifično in reverzibilno veže na histaminske receptorje H2, kjer kompetitivno preprečuje delovanje histamina in tako zavira bazalno in spodbujeno izločanje želodčne kisline in pepsina. Posledično se zmanjšata količina in kislost želodčnega soka, zato se zmanjša njegovo delovanje na izpostavljeno sluznico dvanajstnika, želodca in požiralnika. Ker je želodčnega soka manj, se zmanjša tudi refluks želodčne vsebine v požiralnik.